# Вылегжанина, Алёна Викторовна
Алёна Викторовна Вылегжанина (род. 14 августа 1987 года) — российская ватерполистка.

## Карьера

### Клубная карьера
В водное поло пришла в 2001 году в златоустоскую «Уралочку» к Маргарите Скалиной. В составе молодёжки выиграла два серебра первенства России и золото Спартакиады. А в составе «Уралочки» четырежды становилась вице-чемпионкой России, дважды выигрывала кубок России, а также дважды играла в финале кубка LEN Trophy.
В 2008 году переехала в подмосковный «Штурм-2002». В 2009 году выиграла кубок LEN Trophy и ещё дважды играла в финале кубка. Двукратная победительница Кубка России, трёхкратный призёр чемпионата России.
С 2011 года — игрок «Югры» из Ханты-Мансийска. В 2012, 2013 и 2015 году становится бронзовым призёром чемпионата России.

### Карьера в сборной
В составе молодёжной сборной России становится победительницей первенства Европы 2005 года, а также завоёвывает серебро первенства мира и бронзу первенства Европы.
В составе сборной — бронзовый призёр чемпионатов мира (2007, 2009), чемпионка Европы (2006, 2008), победительница Мировой Лиги (2008), бронзовый призёр мировой лиги, бронзовый призёр Кубка мира (2006). В 2008 году участвовала в олимпийском турнире.